# إدوارد أندريه
إدوارد أندريه (بالفرنسية: Édouard André)‏ (و. 1840 – 1911 م) هو عالم نبات، وبستاني، ومهندس المناظر الطبيعية، وأستاذ جامعي، وكاتب غير روائي، ومهندس معماري من فرنسا . ولد في بورجيز.
توفي في فرنسا ، عن عمر يناهز 71 عاماً.